# Rimaldiškė
Rimaldiškė è un piccolo centro abitato del distretto di Ignalina della contea di Utena, nel nord-est della Lituania. Secondo il censimento del 2011, la popolazione ammonta a 18 abitanti. Il confine con la Bielorussia è situato immediatamente a est: assieme a Vosiūnai, Rimaldiškė risulta l'insediamento posizionato più a oriente dell'intero territorio lituano.